# Johannes Philippus Ingrassia

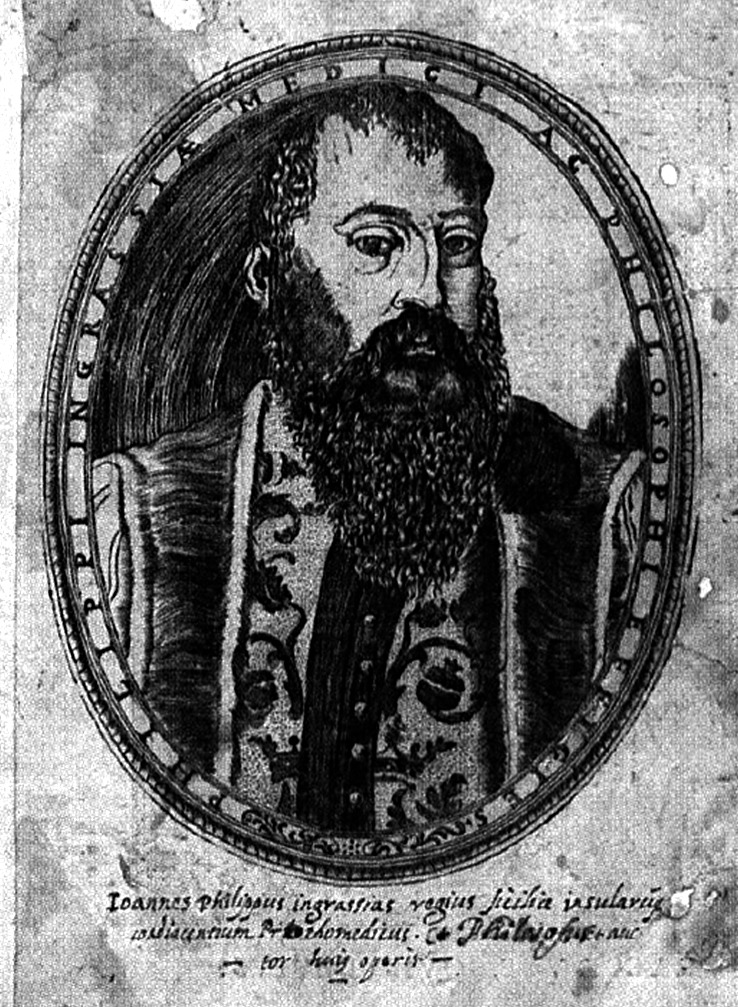
Johannes Philippus Ingrassia (1512–1580)

Johannes Philippus Ingrassia (it. Giovanni Filippo Ingrassia, * 1512 in Regalbuto; † 6. November 1580 in Palermo) war ein sizilianischer Arzt und Anatom.

## Biographie
Er studierte in Padua Medizin und promovierte 1537, in der Zeit als Vesalius nach Padua kam. Zwischen 1537 und 1544 war er vermutlich als Leibarzt eines Adeligen in Palermo beschäftigt. 1544 ging Ingrassia als Professor der Medizin nach Neapel. Dort hatte er großen Zulauf zu seinen Vorlesungen. Er beschäftigte sich mit der Anatomie des Ohres, nachdem Versalius 1543 ein erstes Werk dazu veröffentlichte. Ingrassia erkannte, dass Versalius den Steigbügel (lat. Stapes) übersehen hatte und präparierte ihn im Jahr 1546.
1556 holte ihn der Magistrat von Palermo unter dem Vizekönig Giovanni de Vega an die dortige Universität. Dort hatte er gleich eine Influenza-Epidemie zu bekämpfen. Durch das Trockenlegen der Sümpfe konnte er die Malaria zurückdrängen, zudem ließ er infizierte Personen isolieren. Er ordnete das Arztwesen neu und bestimmte, dass Mediziner von der Universität Catania oder der Universität Palermo bestätigt werden müssen.
Der spanische König Philipp II. machte ihn 1563 zum obersten Mediziner in Sizilien und den zugehörigen Inseln. Im Jahr 1575 drohte die Pest auf Sizilien überzugreifen, aber die Maßnahmen von Ingrassia verhinderten Schlimmeres. Dafür erhielt er vom Rat der Stadt eine Pension von 250 Golddukaten pro Monat.
Zu seiner bemerkenswertesten Leistung gehört die Erkenntnis der Wichtigkeit der Öffentlichen Gesundheitsvorsorge.
Als Andenken an Ingrassia gab Étienne Geoffroy Saint-Hilaire den kleinen Flügeln des Grundbeines (Os sphenoidale/os sphaeroideum) der Schädelknochen den Namen Os Ingrassiaux.

## Werke
- 1544, Iatrapologia, Digitalisat
- 1553, De tumoribus praeter naturam, Digitalisat – Erste Beschreibung von Scharlach
- 1560, Trattato assai bello et utile dei doi mostri nati in Palermo in differenti tempi – Beschreibung von Siamesischen Zwillingen
- 1563, Constitutiones, et capitula, necnon et iurisditiones regii protomedicatus, Digitalisat
- 1574, Galeni Ars medica, Digitalisat
- 1576, Informatione del pestifero, et contagioso morbo, Digitalisat
- 1578, Methodus dandi relationes pro mutilatis torquendis aut a tortura exusandi
- 1583, Synopsis Qvorvndam Brevivm Sed Pervtilivm Commentariorvm de Peste, Digitalisat
- 1603, Ioan. Philippi Ingrassiae  In Galeni librum de ossibus doctissima et, Digitalisat